# Stazione di Copparo
La stazione di Copparo è stata stazione ferroviaria posta lungo la ex linea ferroviaria Ferrara-Copparo dismessa nel 1956, era servizio del comune emiliano di Copparo.

## Storia
La stazione fu aperta nel 1903 dalla Società Veneta, come parte della linea Ferrara-Copparo e venne dismessa insieme alla linea nel 1956.